# Margarita Broich
Margarita Broich [ˈbʁoːχ], née à Neuwied, en Rhénanie-Palatinat (Allemagne de l'Ouest) le 3 mai 1960 , est une actrice et photographe allemande.

## Biographie
Margarita Broich vit à Berlin avec l'acteur Martin Wuttke.

## Carrière

### Au cinéma
- 2009 : Marga
- 2012 : Anleitung zum Unglücklichsein de Sherry Hormann
- 2013 : Un prof pas comme les autres (Fack ju Göhte) de Bora Dagtekin
- 2014 : Super ego (Über-Ich und Du) de Benjamin Heisenberg

### À la télévision
- 2012 : Retour au pays (Die Heimkehr) de Jo Baier (téléfilm)
- 2012 : Sans raison aucune (téléfilm)
- 2013 : Un été à Rome (téléfilm)

### Au théâtre
- Les Rats (Die Ratten) de Gerhart Hauptmann, mise en scène de D. Hilsdorf, Schauspiel Frankfurt :  Piperkarcka
- Götz von Berlichingen de Johann Goethe, mise en scène de Einar Schleef, Schauspiel Frankfurt : Adelheid
- Hamlet de William Shakespeare, mise en scène de Heiner Müller, Deutsches Theater de Berlin : Ophélie
- Les Bas-fonds de Maxime Gorki, mise en scène d'Alexander Lang, théâtre Maxime Gorki : Luca
- La Résistible Ascension d'Arturo Ui de Bertolt Brecht, mise en scène de Heiner Müller, Berliner Ensemble : Dockdaisy / Dullfeet
- Germania III / Gespenster am Toten Mann de Heiner Müller, mise en scène de Martin Wuttke, Berliner Ensemble
- Der Ozeanflug de Bertolt Brecht, mise en scène de Robert Wilson, Berliner Ensemble
- Cabaret de John Kander et Fred Ebb, mise en scène de Vincent Paterson, Bar jeder Vernunft (de), Berlin